# 菲爾海峽
60°44′S 45°41′W / 60.733°S 45.683°W
菲爾海峽（英語：Fyr Channel），是南極洲的海峽，位於南奧克尼群島，處於西格尼島西南端和莫伊島之間，寬0.4公里，該海峽現時由南極條約體系管理。